# François Bidard
François Bidard (ur. 19 marca 1992 w Lonlay-l’Abbaye) – francuski kolarz szosowy.
W swojej karierze Bidard kilkukrotnie ukończył wyścigi Giro d’Italia i Vuelta a España, brał też udział w mistrzostwach świata. Specjalizuje się w jeździe po górach.

## Rankingi
| Rok             | 2013  | 2014 | 2015 | 2016  | 2017  | 2018 | 2019 | 2020 | 2021  | 2022  | 2023 |
| --------------- | ----- | ---- | ---- | ----- | ----- | ---- | ---- | ---- | ----- | ----- | ---- |
| UCI World Tour  |       |      |      | -     | 284.  | 216. |      |      |       |       |      |
| World Ranking   |       |      |      | 1597. | 1023. | 545. | 626. | 893. | 1988. | 2217. | 966. |
| UCI Europe Tour | 1083. | 640. | 547. | 1077. | 1138. | 613. | 471. | 706. | 1346. | 1395. | -    |
|                 |       |      |      |       |       |      |      |      |       |       |      |
| Źródło: UCI     |       |      |      |       |       |      |      |      |       |       |      |